# Константино-Еленинский собор (Астана)
Константино-Еленинский собор (каз. Константино-Еленин ғибадатханасы) — православный храм в городе Астане. Относится к Астанайской и Алматинской епархии Русской православной церкви.

## История
Первая церковь, построенная в Акмолинском укреплении, была возведена в районе современного стадиона им. Х. Мунайтпасова. В 1854 году с высочайшего разрешения императора Николая I началось строительство храма в честь святого императора Константина и его матери Елены. 8 июля 1856 году Петропавловский соборный протоиерей Иоанн Торопов торжественно освятил церковь.
В 1893 году решением Тобольской духовной консистории Константино-Еленинская церковь была перенесена из крепости в Акмолинскую станицу на площадь. 14 мая 1900 года состоялась закладка храма на новом месте, где он стоит и по сей день. Новое здание храма святых Равноапостольных Константина и Елены было завершено к началу 1902 года.
С установлением советской власти церковь пережила свое закрытие, в 1938 году её передали под историко-краеведческий музей. В период Великой Отечественной войны, в 1941—1942 годах в здании церкви
размещался отдельный батальон связи 29-й стрелковой дивизии, формировавшийся в Акмолинске. В 1942 году по многочисленным просьбам православных верующих в Константино-Еленинской церкви было возобновлено богослужение.